# Округ Џорџ (Мисисипи)
Округ Џорџ (енгл. George County) је округ у америчкој савезној држави Мисисипи.

## Демографија
По попису из 2010. године број становника је 22.578, што је 3.434 (17,9%) становника више него 2000. године.
| Група             | 2000.          | 2010.          |
| Белци             | 16.976 (88,7%) | 20.009 (88,6%) |
| Афроамериканци    | 1.688 (8,8%)   | 1.829 (8,1%)   |
| Азијати           | 30 (0,2%)      | 47 (0,2%)      |
| Хиспаноамериканци | 307 (1,6%)     | 453 (2,0%)     |
| Укупно            | 19.144         | 22.578         |